# Craig David
Craig Ashly David (Southampton, 5 mei 1981) is een Britse zanger en songwriter.

## Biografie
David werd geboren in Hampshire als zoon van een Grenadese vader en een Joods-Engelse moeder. Hij kwam voor het eerst in aanraking met de muziekindustrie toen hij in 1997 samenwerkte met de Britse R&B-groep Damage. Daarna zong hij in meerdere nummers van de Britse band The Artful Dodger, waaronder in het nummer Re-rewind (2000). Dit nummer belandde op nummer 2 in de Britse hitlijst en werd ook een grote hit in Nederland. Op 19-jarige leeftijd maakte David zijn solodebuut met Fill me in. Deze single bezorgde hem een nummer 1-hit in het Verenigd Koninkrijk, waarmee hij de jongste mannelijke solo-artiest werd die daarin slaagde. Zijn tweede single, 7 days, bereikte in zijn thuisland eveneens de hoogste positie en was internationaal gezien nog succesvoller dan zijn voorganger. Het bereikte de top 10 in onder meer Nederland, Australië en de Verenigde Staten.
In augustus 2000 bracht David zijn debuutalbum uit, getiteld Born to do it. Het kwam in diverse landen op nummer 1 terecht, waaronder in het Verenigd Koninkrijk, Nederland, Zweden en Maleisië. In zijn thuisland werd het album onderscheiden met zesmaal platina en ook in landen als Nederland, de Verenigde Staten, Australië, Duitsland en Frankrijk kreeg David er een platina plaat voor. Ondertussen scoorde hij met de derde single van het album, Walking away, opnieuw een internationale hit. In 2000 won hij vier MOBO Awards, prijzen voor artiesten die actief zijn in een oorspronkelijk zwart genre. Voor zijn single Fill me in won hij een MOBO Award voor beste Britse single. Tevens won hij in 2001 de Europese MTV Award voor beste R&B-act.
Zijn tweede album, Slicker than your average, kwam uit in 2002. Het werd een redelijk succes in verschillende landen, maar benaderde niet de verkoopcijfers van Born to do it. In 2003 scoorde David wel weer een grote hit met Rise & fall, een duet met Sting.
David tekende een platencontract bij Warner Music en bracht daar twee albums uit, The story goes... (2005) en Trust me (2007), die over het algemeen goed werden ontvangen. Hierna nam zijn internationale succes echter af en buiten het Verenigd Koninkrijk, waar hij wel succesvol bleef, verdween hij naar de achtergrond. Het in 2008 uitgebrachte verzamelalbum Greatest hits werd desondanks met goud bekroond in Vlaanderen.
Na het floppen van zijn vijfde studioalbum Signed sealed delivered (2010), duurde het ruim zes jaar voor David opnieuw een album opnam. Dit werd Following my intuition (2016), waarmee hij na zestien jaar weer op nummer 1 stond in het Verenigd Koninkrijk. Hij werkte op het album samen met onder meer Blonde en Sigala en nam in dezelfde periode een single op met Katy B en Major Lazer.
In januari 2018 verscheen zijn zevende album, getiteld The time is now. De single I know you, een samenwerking met Bastille, leverde hem een bescheiden succes op.

## Discografie

### Albums
| Album met eventuele hitnotering(en) in de Nederlandse Album Top 100 | Datum van verschijnen | Datum van binnenkomst | Hoogste positie | Aantal weken | Opmerkingen |
| ------------------------------------------------------------------- | --------------------- | --------------------- | --------------- | ------------ | ----------- |
| Born to do it                                                       | 2000                  | 02-09-2000            | 1 (2wk)         | 46           |             |
| Slicker than your average                                           | 2002                  | 23-11-2002            | 19              | 41           |             |
| The story goes...                                                   | 2005                  | 20-08-2005            | 6               | 11           |             |
| Trust me                                                            | 2007                  | 17-11-2007            | 37              | 10           |             |
| Signed sealed delivered                                             | 26-03-2010            | 10-04-2010            | 93              | 1            |             |
| Following my intuition                                              | 30-09-2016            | 08-10-2016            | 62              | 2            |             |
| The time is now                                                     | 26-01-2018            | 03-02-2018            | 56              | 1            |             |
| 22                                                                  | 30-09-2022            |                       |                 |              |             |

| Album met hitnotering(en) in de Vlaamse Ultratop 200 albums | Datum van verschijnen | Datum van binnenkomst | Hoogste positie | Aantal weken | Opmerkingen          |
| ----------------------------------------------------------- | --------------------- | --------------------- | --------------- | ------------ | -------------------- |
| Born to do it                                               | 2000                  | 02-09-2000            | 7               | 39           |                      |
| Slicker than your average                                   | 2002                  | 23-11-2002            | 15              | 12           |                      |
| The story goes...                                           | 2005                  | 27-08-2005            | 5               | 16           |                      |
| Trust me                                                    | 2007                  | 24-11-2007            | 49              | 9            |                      |
| Greatest hits                                               | 2008                  | 06-12-2008            | 8               | 20           | Verzamelalbum / Goud |
| Signed sealed delivered                                     | 2010                  | 10-04-2010            | 34              | 12           |                      |
| Following my intuition                                      | 2016                  | 08-10-2016            | 60              | 11           |                      |
| The time is now                                             | 2018                  | 03-02-2018            | 77              | 2            |                      |

### Singles
| Single met eventuele hitnotering(en) in de Nederlandse Top 40 | Datum van verschijnen | Datum van binnenkomst | Hoogste positie | Aantal weken | Opmerkingen                                                        |
| ------------------------------------------------------------- | --------------------- | --------------------- | --------------- | ------------ | ------------------------------------------------------------------ |
| Re-Rewind (The Crowd Say Bo Selecta)                          | 2000                  | 19-02-2000            | 4               | 10           | met The Artful Dodger / Nr. 4 in de Single Top 100                 |
| Fill Me In                                                    | 2000                  | 24-06-2000            | 5               | 11           | Alarmschijf / Nr. 8 in de Single Top 100                           |
| Woman trouble                                                 | 2000                  | 29-07-2000            | tip7            | -            | met The Artful Dodger & Robbie Craig / Nr. 63 in de Single Top 100 |
| 7 Days                                                        | 2000                  | 26-08-2000            | 6               | 11           | Alarmschijf / Nr. 7 in de Single Top 100                           |
| Walking Away                                                  | 2000                  | 02-12-2000            | 7               | 11           | Alarmschijf / Nr. 11 in de Single Top 100                          |
| Rendezvous                                                    | 2001                  | 10-03-2001            | tip2            | -            | Nr. 56 in de Single Top 100                                        |
| What's your flava?                                            | 2002                  | 23-11-2002            | 24              | 5            | Nr. 12 in de Single Top 100                                        |
| Hidden agenda                                                 | 2003                  | 01-02-2003            | 28              | 4            | Nr. 43 in de Single Top 100                                        |
| Rise & Fall                                                   | 2003                  | 10-05-2003            | 9               | 14           | met Sting / Nr. 7 in de Single Top 100                             |
| Spanish                                                       | 2003                  | 09-08-2003            | tip11           | -            | Nr. 83 in de Single Top 100                                        |
| All the way                                                   | 2005                  | 23-07-2005            | tip2            | -            | Nr. 47 in de Single Top 100                                        |
| Don't love you no more (I'm sorry)                            | 2005                  | 15-10-2005            | tip17           | -            |                                                                    |
| Hot stuff (Let's dance)                                       | 2007                  | 15-12-2007            | 37              | 2            | Nr. 47 in de Single Top 100                                        |
| Insomnia                                                      | 2008                  | -                     |                 |              | Nr. 81 in de Single Top 100                                        |
| No holding back                                               | 2016                  | 20-08-2016            | tip11           | -            | met Hardwell                                                       |
| Ain't giving up                                               | 2016                  | 15-10-2016            | tip14           | -            | met Sigala                                                         |

| Single met hitnotering(en) in de Vlaamse Ultratop 50 | Datum van verschijnen | Datum van binnenkomst | Hoogste positie | Aantal weken | Opmerkingen                              |
| ---------------------------------------------------- | --------------------- | --------------------- | --------------- | ------------ | ---------------------------------------- |
| Re-rewind (The crowd say bo selecta)                 | 2000                  | 25-03-2000            | 21              | 9            | met The Artful Dodger                    |
| Fill me in                                           | 2000                  | 01-07-2000            | 28              | 9            |                                          |
| 7 Days                                               | 2000                  | 02-09-2000            | 25              | 10           |                                          |
| Woman trouble                                        | 2000                  | 09-09-2000            | tip10           | -            | met The Artful Dodger & Robbie Craig     |
| Walking away                                         | 2000                  | 09-12-2000            | 21              | 11           |                                          |
| Rendezvous                                           | 2000                  | 07-04-2001            | tip3            | -            |                                          |
| What's your flava?                                   | 2002                  | 09-11-2002            | 22              | 14           |                                          |
| Hidden agenda                                        | 2003                  | 15-02-2003            | 39              | 3            |                                          |
| Rise & fall                                          | 2003                  | 17-05-2003            | 17              | 9            | met Sting                                |
| Spanish                                              | 2002                  | 23-08-2003            | tip4            | -            |                                          |
| All the way                                          | 2005                  | 20-08-2005            | 28              | 7            |                                          |
| Don't love you no more                               | 2005                  | 05-11-2005            | tip2            | -            |                                          |
| Hot stuff (Let's dance)                              | 2007                  | 25-11-2007            | 14              | 15           |                                          |
| Insomnia                                             | 2008                  | 13-12-2008            | 4               | 16           |                                          |
| One more lie (Standing in the shadows)               | 2010                  | 20-03-2010            | tip12           | -            |                                          |
| Do it on my own                                      | 2010                  | 06-11-2010            | tip16           | -            | met Remady                               |
| Our love                                             | 2012                  | 22-12-2012            | 17              | 4            | met Stereo Palma & Regi                  |
| When the bassline drops                              | 2015                  | 12-12-2015            | tip23           | -            | met Big Narstie                          |
| Who am I                                             | 2016                  | 20-02-2016            | tip             | -            | met Katy B & Major Lazer                 |
| Nothing like this                                    | 2016                  | 02-04-2016            | tip             | -            | met Blonde                               |
| One more time                                        | 2016                  | 04-06-2016            | tip             | -            |                                          |
| No holding back                                      | 2016                  | 03-09-2016            | tip             | -            | met Hardwell                             |
| Ain't giving up                                      | 2016                  | 03-09-2016            | tip17           | -            | met Sigala                               |
| Bang bang                                            | 2016                  | 24-12-2016            | 35              | 12           | met DJ Fresh, Diplo, R. City & Selah Sue |
| Heartline                                            | 2017                  | 07-10-2017            | tip32           | -            |                                          |
| I know you                                           | 2017                  | 23-12-2017            | tip16           | -            | met Bastille                             |
| No drama                                             | 2018                  | 29-09-2018            | tip             | -            | met James Hype                           |
| When you know what love is                           | 2019                  | 08-06-2019            | tip             | -            |                                          |

### Dvd's
| Dvd's met hitnoteringen in de DVD Top 30 | Datum van verschijnen' | Datum van binnenkomst | Hoogste positie | Aantal weken | Opmerkingen |
| ---------------------------------------- | ---------------------- | --------------------- | --------------- | ------------ | ----------- |
| Off the hook... Live at Wembley'         | 2002                   | 16-11-2002            | 19              | 4            |             |